# (6411) Tamaga
(6411) Tamaga  es un asteroide perteneciente al grupo de los asteroides que cruzan la órbita de Marte.
Fue descubierto el 8 de octubre de 1993 por Robert H. McNaught desde el Observatorio de Siding Spring.

## Designación y nombre
Designado provisionalmente como 1993 TA, fue llamado así por The Astronomer, una revista británica en la que astrónomos aficionados en activo publican y discuten sus observaciones. Fundada en 1964 por James Muirden como The Casual Astronomer, la revista se ha desarrollado a lo largo de los años para incluir anuncios de descubrimientos rápidos y muchas otras iniciativas del editor actual, Guy Hurst. Los programas de búsqueda de novas y supernovas y los programas de observación de variables cataclísmicas iniciados a través de la revista han tenido mucho éxito. Entre los suscriptores se incluyen muchos de los aficionados más activos y talentosos del Reino Unido y del extranjero. El propio interés del descubridor por la astronomía observacional fue estimulado por TA.

## Características orbitales
Tamaga está situado a una distancia media del Sol de 2,764 ua, pudiendo alejarse hasta 3,918 ua y acercarse hasta 1,610 ua. Su excentricidad es 0,418 y la inclinación orbital 28,598 grados. Emplea 1678,14 días en completar una órbita alrededor del Sol.

## Características físicas
La magnitud absoluta de Tamaga es 13,27. 